# Placówka Straży Celnej „Załucze Górne”

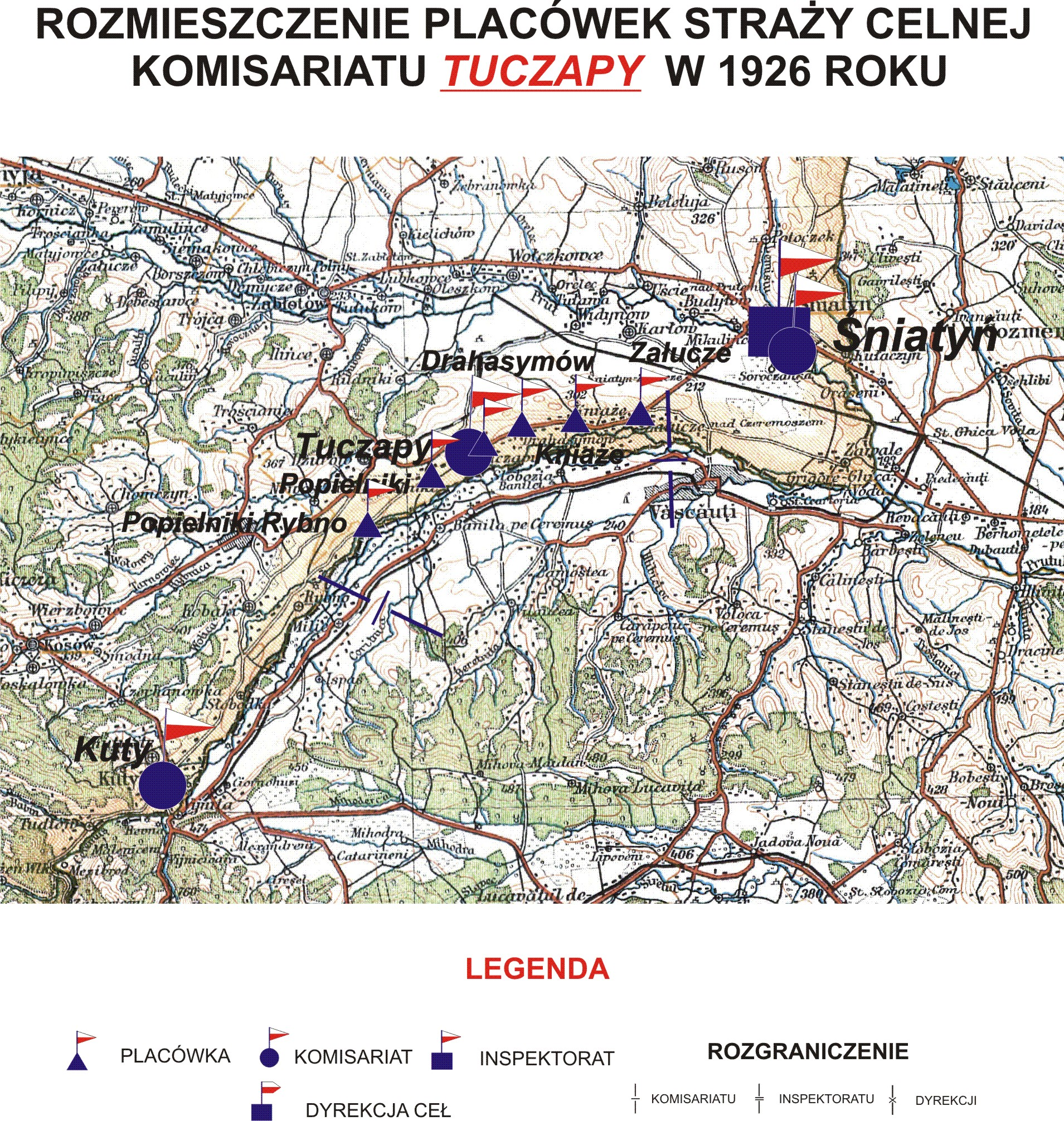
Rozmieszczenie placówek SC komisariatu Tuczapy w 1926 r.

Placówka Straży Celnej „Załucze Górne” – jednostka organizacyjna Straży Celnej pełniąca w okresie międzywojennym służbę ochronną na granicy polsko-rumuńskiej.

## Formowanie i zmiany organizacyjne
Na wniosek Ministerstwa Skarbu, uchwałą z 10 marca 1920 roku, powołano do życia Straż Celną. Jednostki Straży Celnej rozpoczęły przejmowanie odcinków granicy od pododdziałów Batalionów Celnych. W 1921 roku w Śniatyniu stacjonował sztab 4 kompanii 11 batalionu celnego. Kompania wystawiała między innymi placówkę w Załuczu. W 1921 roku w Skale stacjonował sztab 3 kompanii 22 batalionu celnego. Kompania wystawiała między innymi placówkę w Załuczu. Proces tworzenia Straży Celnej trwał do końca 1922 roku. Placówka Straży Celnej „Załucze Górne” weszła w podporządkowanie komisariatu Straży Celnej „Tuczapy” z Inspektoratu SC „Śniatyn”.
W drugiej połowie 1927 roku przystąpiono do gruntownej reorganizacji Straży Celnej. W praktyce skutkowało to rozwiązaniem tej formacji granicznej. Ochronę północnej, zachodniej i południowej granicy państwa przejęła powołana z dniem 2 kwietnia 1928 roku Straż Graniczna.
Rozkazem nr 5 z 16 maja 1928 roku w sprawie organizacji Małopolskiego Inspektoratu Okręgowego dowódca Straży Granicznej gen. bryg. Stefan Pasławski powołał komisariat Straży Granicznej „Śniatyn”. Placówka Straży Granicznej I linii „Załusze” znalazła się w jego strukturze.

## Funkcjonariusze placówki
Kierownicy placówki
| stopień    | imię i nazwisko, numer | okres pełnienia służby | kolejne stanowisko |
| ---------- | ---------------------- | ---------------------- | ------------------ |
| przodownik | Jan Piechota (27)      | był w 1926             |                    |

Obsada personalna placówki w 1926:
- przodownik Jan Piechota (27)
- starszy strażnik Józef Chruściel (1524)
- starszy strażnik Kazimierz Turasiewicz (426)
- strażnik Leon Pis (512)
- strażnik Karol Andrys (529)
- strażnik Jan Gaweł (1823)
- strażnik Michał Przybylski (467)
- strażnik Ludwik Graboń (441)
- strażnik Michał Barski (421)
- strażnik Wawrzyniec Kuźniar (503)
- strażnik Jan Grzybowski (1826)